# José Romeiro Cardoso
José Romeiro Cardoso, conhecido como Romeiro, (Taboas, 3 de julho de 1933 — São Paulo, 4 de janeiro de 2008) foi um futebolista brasileiro que atuava como atacante.

## Carreira

### America
Romeiro começou a jogar pelo America, e foi duas vez vice-campeão carioca em 1954 e 1955, e chegou na Seleção Brasileira em 1956, na disputa da Taça Oswaldo Cruz.

### Palmeiras
Em 1958, foi contratado pelo Palmeiras, e estreou em um amistoso vencido por 3 a 0 contra o Botafogo-SP no dia 21 de dezembro.
O Palmeiras vinha de uma fila de títulos desde 1951, e em 1959 disputaria a final do Campeonato Paulista contra o Santos de Pelé, quando os dois times empataram em números de pontos. Após dois empates nos primeiros jogos da final, o jogo decisivo se iniciou com Pelé abrindo o placar para o Santos. Mas no final do primeiro tempo, Julinho Botelho empatou a partida. Então, no início do segundo tempo, Romeiro acertou uma cobrança de falta no gol de Laércio que decidiu a partida, acabando com o jejum palmeirense. Além do título, em 1959, Romeiro se tornou o maior artilheiro do Palmeiras em um mesmo ano, com 45 gols, marca que só foi superada por Evair em 1994 (53 gols).
Em 1960, Romeiro também foi importante no Campeonato Brasileiro, marcando gol nas duas finais contra o Fortaleza.

### Colômbia
Em 1963, ele foi jogar na Colômbia, sendo bicampeão colombiano pelo Millonarios. Ele ainda jogou em outros times da Colômbia e do Brasil antes de se aposentar e teve passagens como treinador juvenil. Romeiro faleceu em 2008, vítima de um infarto, até o fim da vida, ele frequentou o Palmeiras e o estádio Parque Antártica.

## Títulos
Palmeiras
- Campeonato Paulista: 1959
- Campeonato Brasileiro: 1960

Millonarios
- Campeonato Colombiano: 1963 e 1964

Seleção Brasileira
- Taça Oswaldo Cruz: 1956